# Andriamisara
Andriamisara est un souverain sakalava de la dynastie des Maroseraña dont il est considéré comme le véritable fondateur.
Andriamisara était lui-même fils d'Andriamandazoala et avait régné dans le Fiherenana, l'actuelle région de Toliara, sans doute dans la première moitié du XVIIe siècle. De là, il étendit son autorité, à la fois en direction du sud en pays Mahafaly (ou Mahafale) et vers le nord. Ce ne sera cependant qu'à partir des conquêtes de son fils Andriandahifotsy que la puissance sakalava allait véritablement prendre son envol pour finir par constituer le royaume du Menabe. Après sa disparition, la mémoire et les restes mortuaires d'Andriamisara firent l'objet d'une profonde vénération de la part des peuples sakalava, à travers notamment la coutume du Fitampoha et le culte des dady.